# Fredrik Winsnes
Fredrik Winsnes (født 28. december 1975) er en norsk tidligere fodboldspiller. Gennem karrieren spillede han for blandt andet Rosenborg, Strømsgodset, svenske Hammarby IF og danske AaB.
Han spillede 12 kampe for det norske landshold.